# Parque nacional La Güira
Le Parque nacional La Güira (en français : Parc national La Güira), est un parc national situé dans la province de Pinar del Río, à Cuba. Il couvre 54 000 acres de forêts de montagne dans la Sierra de los Órganos.

## Histoire
Le parc national est situé sur un terrain qui appartenait au riche propriétaire terrien et homme politique José Manuel Cortina (en), qui faisait le commerce de bois précieux et qui a dû s'exiler en 1959 et dont les propriétés ont été confisquées. Son manoir et ses jardins sont en ruines. Lors de la crise des missiles en 1962, Che Guevara élit domicile dans la zone appelée Cuevas de los Portales (es). 